# Gonatoxia immaculata
Gonatoxia immaculata är en insektsart som beskrevs av Karsch 1889. Gonatoxia immaculata ingår i släktet Gonatoxia och familjen vårtbitare. Inga underarter finns listade i Catalogue of Life.